# Bratvaag-ekspeditionen
Bratvaag-ekspedisjonen blev kendt, da den sommeren 1930 opdagede lejrresterne fra Andrées ballonfærd i 1897. De havde lejet sælfangeren MS Bratvaag for at drive fangst og forskning i samarbejde med Norges Svalbard- og Ishavsundersøgelser ved Franz Josefs Land. Den skulle også (ikke offentliggjort før 1932) annektere dets vestligste ø, Victoriaøen.

## Medlemmer
- Gunnar Horn fra Norges Svalbard- og Ishavsundersøkelser – leder
- Olaf Hanssen – botaniker
- Adolf Sørensen – zoolog
- Peder Eliassen – skipper
- Ole S.Myklebust (Vartdal) – førstestyrmand
- Sevrin Skjelten (Brattvåg) – andenstyrmand
- Nils Lange – maskinmester
- Bjarne Ekornaasvaag – maskinassistent
- Hans Laabak – stewert
- Karl Tusvik (Sykkylven), Leif Nedregotten, Magnar Festø, Syver Alvestad, Johan Almestad, Olav Salen (Ålesund), Sigurd Myklebust og Lars Tusvik – fangere